# Bidonì
Bidonì (sardinski: Bidunìu) je grad i općina (comune) u pokrajini Oristanu u regiji Sardiniji, Italija. Nalazi se na nadmorskoj visini od 250 metara i ima 145 stanovnika.
 Prostire se na 11,72 km2. Gustoća naseljenosti je 12 st/km2.
Susjedne općine su: Ghilarza, Nughedu Santa Vittoria, Sedilo i Sorradile.